# Helen Sawyer Hogg
Helen Battles Sawyer Hogg , CC (1. august 1905 - 28. januar 1993) var en astronom noteret for banebrydende forskning i globulære klynger og variable stjerner. Hun var den første kvindelige præsident for flere astronomiske organisationer og en bemærkelsesværdig videnskabskvinde i en tid, hvor mange universiteter ikke ville tildele videnskabelige udmærkelser til kvinder. Hendes videnskabeligejournalistik omfattede astronomikolonner i Toronto Star ("With the Stars", 1951-81) og Journal of the Royal Astronomical Society of Canada ("Out of Old Books", 1946-65). Hun blev betragtet som en "stor videnskabsmand og en elskværdig person" i løbet af en karriere på tres år. 

## Tidlige liv
Helen blev født den 1. august 1905 som den anden datter af bankmand Edward Everett Sawyer og hans kone Carrie Douglass Sawyer (født Sprague), der tidligere var en lærer. Helen graduerede fra Lowell High School i en alder af 15 år, men valgte at blive et ekstra år, inden hun lod sig indskrive på Mount Holyoke College i 1922.